# Carsten Bjørnlund
Carsten Bjørnlund (Frederiksberg, 28 juni 1973) is een Deens acteur. Hij is bekend vanwege zijn rollen in Forbrydelsen (The Killing II), Rita en Arvingerne (The Legacy).

## Carrière
Bjørnlund werd na een paar kleinere rollen in Deense films en series bekend als Christian Søgaard in het tweede seizoen van Forbrydelsen. Hij speelde de schooldirecteur Rasmus in Rita, Frederik Grønnegaard in de serie Arvingerne en rechercheur Thomas in de detectiveserie Hvide Sande (White Sands).

## Filmografie (selectie)

### Speelfilms
- Lad de små børn (2004)
- Den rette ånd (2005)
- Comeback (2008)
- En enkelt til Korsør (2008)
- Labrador (2011)
- QEDA (2017)

### Televisieseries
- Forsvar (2003)
- Ørnen (2004)
- Album (2008)
- Sommer (2008)
- Pagten (2009)
- Forbrydelsen II (2009)
- Den som dræber (2011)
- Rita (2012-2020)
- Arvingerne (2014-2017)
- Liberty (2018)
- Hvide Sande (2021)
- DNA (2023)

## IMDb
- Carsten Bjørnlund in de Internet Movie Database

- Gemeinsame Normdatei: 1089837690
- Library of Congress Control Number: no2018044140
- Système universitaire de documentation: 196916542
- Virtual International Authority File: 63149196265774790762
- WorldCat: E39PBJvxwp6BFg6fDfwGqK6VG3